# Xanthoxénite
La xanthoxénite est un minéral de la classe des phosphates qui appartient au sous-groupe de la whitéite. Il a été découvert en 1949 et tire son nom du grec xanthos, jaune, et d'oxenite, en référence à sa ressemblance à la cacoxénite.

## Formation et gisements
C'est un minéral secondaire résultant de l'altération de la triphylite dans des pegmatites granitiques. Il est généralement associé à d'autres minéraux tels que l'apatite, la whitlockite, la childrénite, l'éosphorite, la lauéite, la strunzite, la stewartite, la mitridatite, l'amblygonite et la sidérite.
On le trouve en Australie, au Brésil, en Allemagne, au Portugal, en Espagne, en Ukraine, et aux États-Unis. L'espèce a été validée en 1920.